# Stanislas Klicki
Stanislas Klicki, né le 19 novembre 1775 à Ostrolenka (Pologne), mort le 21 avril 1841 à Rome (Italie), est un général polonais de la Révolution et de l’Empire.

## États de service
Il entre en service le 15 janvier 1791, comme cadet dans le régiment de cavalerie du comte Potocki, il passe capitaine le 12 mai 1794. Lors de l’insurrection polonaise en 1794, il combat pour l’indépendance de sa patrie.
Le 19 juin 1797, il passe au service de la France, et rejoint l’armée d’Italie, où il sert sous les ordres du général Dombrowski. Il est blessé au siège de Mantoue. Il est promu adjudant-major en 1799, chef d’escadron de lanciers polonais en 1804, et il reçoit la croix de chevalier de Ordre de la Couronne de fer en 1805. Il est nommé major le 1er juillet 1807, et il fait la campagne de Prusse sous les ordres du roi de Westphalie.
Il sert ensuite en Espagne sous les ordres du maréchal Lannes, et il se distingue au siège de Saragosse. Il est fait officier de la Légion d’honneur le 11 décembre 1808, et il est nommé colonel le 14 juin 1809. Il se fait remarquer de nouveau aux sièges de Lérida, de Tortose, de Tarragone, et de Valence. En 1810, il reçoit la croix de chevalier de l’Ordre militaire de Virtuti Militari.
Le 22 octobre 1811, il prend le commandement du 7e régiment de chevau-légers lanciers polonais, et il est créé baron de l’Empire le 20 mars 1812. Le 5 mai suivant, il rejoint l’état-major du 4e corps de la Grande Armée, et il est promu général de brigade le 22 juillet 1813. Il est blessé à la bataille de Dresde le 27 août 1813.
Le 9 juin 1814, il donne sa démission et retourne dans son pays, et en 1815, il prend le commandement de la 2e brigade de chasseurs à cheval, dans la nouvelle armée polonaise formée par le tsar Alexandre. En 1826, il est nommé général de division. De santé fragile, il quitte définitivement le service en 1831.
Autorisé à quitter la Pologne pour la Bavière, il est arrêté à la frontière autrichienne et remis aux autorités russes. Emprisonné à Kostroma, il est libéré en 1836.
Il meurt le 21 avril 1841 à Rome en Italie.

## Armoiries
| Figure | Blasonnement |
|        | Armorial des barons de l'Empire (décret du 6 août 1811, lettres patentes du 20 mars 1812). Coupé, au premier parti, à dextre d'or à la croix patriarcale de sable, la traverse du bas manquant à dextre, sénestré d'un dextrochère armé posé en pal, tenant un sabre renversé, le tout aussi de sable, à sénestre des barons tirés de l'armée ; au deuxième d'azur au cheval galopant d'argent chargé d'une lance en barre d'or, au pennon d'argent coupé de gueules - Livrées : les couleurs de l'écu |

## Sources
- (en) « Generals Who Served in the French Army during the Period 1789 - 1814: Eberle to Exelmans »
- Thierry Pouliquen, « Les généraux français et étrangers ayant servis [sic] dans la Grande Armée » (consulté le 10 février 2014)
- « La noblesse d’Empire » (consulté le 10 février 2014)
- Eugène Fieffé, Histoire des troupes étrangères au service de la France, Dumaine libraire-éditeur, 1854
- (pl) « Napoléon.org.pl »